# IPhone 16 Pro
iPhone 16 ProとiPhone 16 Pro Max はAppleによって設計・開発・販売されているスマートフォンである。 第18世代のiPhoneの最上位シリーズで、iPhone 15 Pro/iPhone 15 Pro Maxの後継機種である。iPhone 16とともに2024年9月10日（日本時間）にApple Parkで開催された Apple Special Event で発表された。予約販売は2024年9月13日から開始。

## 仕様

### デザインと画面
iPhone 16 Proは、6.3インチのSuper Retina XDR OLEDディスプレイを備え、iPhone 16 Pro Maxは過去最大の6.9インチディスプレイを備えている。両方のモデルが、Ceramic Shield素材で保護された、筐体の端から端までのエッジディスプレイ・デザインであり、これまでで一番ベゼルが狭くなっている。
外装のフレーム部分にグレード5チタニウム合金が採用されている。

#### カラーバリエーション
カラーはブラックチタニウム、ホワイトチタニウム、ナチュラルチタニウム、デザートチタニウムの4色が展開されている。
| カラー | カラーネーム         |
| ------ | -------------------- |
|        | ブラックチタニウム   |
|        | ホワイトチタニウム   |
|        | ナチュラルチタニウム |
|        | デザートチタニウム   |

### ハードウェア
iPhone 16 Pro/16 Pro MaxのSoCは、第2世代の3nm製造プロセス(TSMC N3E)で量産されているApple A18 Pro を搭載し、省電力を維持したまま性能が上げられている。A18 Proは6コアCPU, 6コアGPU, 16コアNeural Engine(35TOPS)を備え、Apple Intelligenceに最適化されている. 8GB LPDDR5Xメモリと128GB (Pro Maxは256GB)から1TBのフラッシュストレージを内蔵する。無線LANは、2x2 MIMO対応Wi-Fi 7（802.11be）をサポートし、実効速度でアップロード1.76Gbps/ダウンロード1.47Gbpsが確認されている。

### カメラ
iPhone 16 Pro/16 Pro Maxでは、標準のFusionカメラ以外にも、120度の超広角カメラも4800万画素化され、光学手ぶれ防止機能とHybrid Focus Pixelsにより低照度での性能が改善された。Pro Maxに加えProにもテトラプリズムを採用した5倍望遠カメラが搭載されている。また、最大4K120fpsドルビービジョンでの動画撮影が可能となった。iPhone 15 ProおよびiPhone 16の最大4K60fpsに比べ、高画質で滑らかな動画撮影が可能となっている。
新たに追加された静電容量センサーを備えたボタンによる多機能なカメラコントロール機能が搭載されている。

### 健康補助機能
iPhone 16 Pro/16 Pro Maxは、健康に関するトラッキング機能が強化されている。特にApple Watch Series 10との組み合わせでは睡眠時無呼吸症候群の検知が可能である。また、AirPods Pro 2との組合せでは、補聴器機能が利用できる。

### 充電
充電はUSB-PDで20W以上のアダプタを使用して急速充電（最大45W）を行った場合、30分で、50%充電することが可能。 無線充電は、MagSafeによる最大25W、Qi2による最大15Wの給電に対応している。
稼働時間については、ビデオ再生時間の比較でiPhone 16 Proは最大27時間、iPhone 16 Pro Maxは最大33時間と6時間の差がある。

### 防水・防塵
EC規格60529にもとづくIP68等級に適合した防水防塵性能を備えている。(最大水深6メートルで最大30分間)。

### 5G対応と通信速度
4x4 MIMOを使用したLAA対応ギガビットLTEと5G Sub-6, 5G SAに対応しており、高速通信が可能になっている。
au Starlink Direct対応。

#### 5G NR
ドコモでは受信最大/送信最大とも発表されていない。KDDIでは受信最大4.1Gbps/送信最大218Mbpsと発表されている。ソフトバンクでは受信最大2.6Gbps/送信最大159Mbpsに留まる。いずれもiPhone 15 Pro/15 Pro Maxとほとんど変わっていないが、新型モデムSnapdragon X71M採用により実効速度が上がったことが判明している。
5G NRの対応周波数： n1 (2100MHz)・n2 (1900MHz)・n3 (1800MHz)・n5 (850MHz)・n7 (2600MHz)・n8 (900MHz)・n12 (700MHz) ・n14 (700MHz) ・n20 (800DD)・n25 (1900MHz)・n26 (850MHz)・n28 (700APT)・n29 (700Lower SMH)・n30 (2300WCS)・n38 (TDD2600)・n40 (TD2300)・n41 (TDD2500)・n48(TDD3500)・n53(TDD2400)・n66 (AWS-3)・n70(FDD2000)・n71 (600 MHz)・n75 (1500MHz)・n76 (1500MHz)・n77 (TDD3700)・n78 (TDD3500)・n79 (TDD4700)。
※斜体は、日本国内で対応するsub-6GHz帯。
Appleと米Globalstarとの提携による衛星通信n53(2.4GHz帯)の電波による緊急SOSに対応している。

#### 4G
ドコモでは受信最大1.7Gbps/送信最大131.3Mbpsと発表されている。ソフトバンクでは受信最大838Mbps/送信最大46Mbpsに留まる。
- FDD-LTE：バンド1、2、3、4、5、7、8、11、12、13、14、17、18、19、20、21、25、26、28、29、30、32、66、71
- TD-LTE：バンド34、38、39、40、41、42、46、48、53

## ソフトウェア
Apple Intelligenceとの統合が目玉機能の一つであり、米国英語版が10月から(iOS 18.1)、日本語対応も含めた多言語対応のベータ版を含んだiOS 18.4が2025年3月31日にリリースされている。Siriの大幅な強化が予定されており、自然言語対応の進化や生成機能やリアルタイム分析による画像認識など期待されている。iPhone本体で処理できないものは、匿名化され、Appleの独自AIデータセンターPrivate Cloud Computeで実行され、データはサーバ側には保存されない。

## 発売日と価格
iPhone 16 Pro/16 Pro Maxは2024年9月13日に予約開始、販売は同年9月20日からである。発売当初の価格は、iPhone 16 Pro 128GBモデルが15万9800円から、16 Pro Maxは256GBモデルが18万9800円からである。

## 同梱物
- USB-C充電ケーブル
- マニュアル

ロゴステッカーは添付されない。